# Persone di nome Oscar/Calciatori
| Questa pagina contiene informazioni ricavate automaticamente dalle voci biografiche con l'ausilio del template Bio e di un bot. L'aggiornamento è periodico e automatico e ricostruisce completamente la pagina. Se manca una persona in questa lista, sei pregato di non aggiungerla, ma accertati piuttosto che la sua voce biografica contenga il template Bio e che i dati anagrafici siano correttamente compilati. Se il template Bio manca, inseriscilo tu stesso o, in alternativa, metti l'avviso {{tmp\|Bio}} che ne segnala la mancanza. Se i dati riportati sono sbagliati, correggi direttamente la voce biografica; le modifiche saranno visibili in questa lista entro pochi giorni. Per chiarimenti vedi il progetto antroponimi. La lista contiene solo le 90 persone che sono citate nell'enciclopedia e per le quali è stato implementato correttamente il template Bio. Pagina aggiornata al 23 mag 2025. |

Questa è una lista di persone presenti nell'enciclopedia che hanno il nome Oscar e sono calciatori.

## A(4)
- Oscar Acosta, ex calciatore argentino (Rosario, n. 1964)
- Oscar Ahumada, ex calciatore argentino (Zárate, n. 1982)
- Oscar Arizaga, calciatore peruviano (n. 1957 - Callao, † 2023)
- Óscar Arpón, ex calciatore spagnolo (Calahorra, n. 1975)

## B(8)
- Oscar Barreto, calciatore colombiano (Bogotà, n. 1993)
- Oscar Basso, calciatore argentino (Buenos Aires, n. 1922 - Buenos Aires, † 2007)
- Oscar Benítez, calciatore argentino (Adrogué, n. 1993)
- Oscar Bobb, calciatore norvegese (Oslo, n. 2003)
- Oscar Bocchi, calciatore italiano (Milano, n. 1902)
- Oscar Bolaño, calciatore colombiano (Pueblo Viejo, n. 1951 - Santa Marta, † 2017)
- Oscar Bongard, calciatore francese (Haguenau, n. 1894)
- Oscar Brockmeyer, calciatore statunitense (St. Louis, n. 1883 - Webster Groves, † 1954)

## C(4)
- Oscar Calics, ex calciatore argentino (Buenos Aires, n. 1939)
- Oscar Carniello, calciatore argentino (Vila, n. 1988)
- Oscar Chirimini, calciatore uruguaiano (n. 1917 - † 1961)
- Oscar Crino, ex calciatore e ex giocatore di calcio a 5 australiano (Buenos Aires, n. 1962)

## D(5)
- Oscar Dautt, ex calciatore messicano (Guasave, n. 1976)
- Oscar Dertycia, ex calciatore argentino (Córdoba, n. 1965)
- Oscar Desaulty, calciatore francese
- Oscar Dorley, calciatore liberiano (Monrovia, n. 1998)
- Oscar Draguicevich, ex calciatore e ex giocatore di calcio a 5 statunitense (Pflugerville, n. 1969)

## E(2)
- Oscar Ewolo, ex calciatore congolese (Repubblica del Congo) (Brazzaville, n. 1978)
- Alain Eyobo, ex calciatore camerunese (Douala, n. 1961)

## F(6)
- Oscar Fabbiani, ex calciatore argentino (Buenos Aires, n. 1950)
- Oscar Ferrari, calciatore italiano (Torino, n. 1931 - Torino, † 1995)
- Oscar Ferreyra, ex calciatore argentino (n. 1937)
- Oscar Fraulo, calciatore danese (Copenaghen, n. 2003)
- Oscar Frey, calciatore svizzero (Basilea, n. 1883 - Torino, † 1951)
- Oscar Kapskarmo, calciatore norvegese (Hattfjelldal, n. 2000)

## G(8)
- Oscar Garré, ex calciatore argentino (Buenos Aires, n. 1956)
- Oscar Joseph Giger, calciatore svizzero (Entlebuch, n. 1880)
- Oscar Gloukh, calciatore israeliano (Rehovot, n. 2004)
- Oscar Gobern, calciatore inglese (Birmingham, n. 1991)
- Ariel González, ex calciatore argentino (Mendoza, n. 1974)
- Oscar Guerrero, ex calciatore colombiano (Bogotà, n. 1985)
- Oscar Gustafsson, calciatore svedese (Stoccolma, n. 1889 - Stoccolma, † 1953)
- Oscar Gómez Sánchez, calciatore peruviano (Lima, n. 1934 - Lima, † 2008)

## H(2)
- Oscar Heisserer, calciatore e allenatore di calcio francese (Schirrhein, n. 1914 - Strasburgo, † 2004)
- Oscar Hold, calciatore e allenatore di calcio inglese (Carlton, n. 1918 - † 2005)

## J(2)
- Oscar Jansson, calciatore svedese (Örebro, n. 1990)
- Oscar Johansson Schellhas, calciatore svedese (n. 1995)

## L(4)
- Oscar Lagos, ex calciatore honduregno (San Francisco, n. 1976)
- Alejandro Limia, ex calciatore argentino (Avellaneda, n. 1975)
- Oscar Linnér, calciatore svedese (Danderyd, n. 1997)
- Oscar López, calciatore nicaraguense (n. 1992)

## M(10)
- Oscar Machapa, calciatore zimbabwese (Harare, n. 1987)
- Oscar Magri, ex calciatore maltese (n. 1967)
- Oscar Mantegari, calciatore argentino (Buenos Aires, n. 1928 - Buenos Aires, † 2008)
- Oscar Más, ex calciatore argentino (Villa Ballester, n. 1946)
- Oscar Messora, calciatore italiano (Ceresara, n. 1921)
- Oscar Moens, ex calciatore olandese ('s-Gravenzande, n. 1973)
- Oscar Montañés, calciatore argentino (La Plata, n. 1912 - † 1985)
- Oscar Morales, calciatore honduregno (Guarizama, n. 1986)
- Oscar Muller, calciatore argentino (Rosario, n. 1957 - Saint-Pierre, † 2005)
- Oscar Murillo, ex calciatore colombiano (Armenia, n. 1988)

## O(3)
- Oscar Olou, ex calciatore beninese (Ouidah, n. 1987)
- Oscar Ortiz, ex calciatore argentino (Chacabuco, n. 1953)
- Oscar, calciatore brasiliano (Americana, n. 1991)

## P(5)
- Ezequiel Parnisari, calciatore argentino (San Luis, n. 1990)
- Oscar Passet, ex calciatore argentino (Santa Fe, n. 1965)
- Óscar Perea, calciatore colombiano (La Virginia, n. 2005)
- Oscar Pettersson, calciatore svedese (Stoccolma, n. 2000)
- Oscar Piris, calciatore argentino (Formosa, n. 1989)

## Q(1)
- Oscar Quagliatta, ex calciatore uruguaiano (Montevideo, n. 1964)

## R(7)
- Oscar Ramírez Amaral, ex calciatore boliviano (n. 1961)
- Oscar Reyes, ex calciatore cileno (n. 1957)
- Oscar Ribera, calciatore boliviano (Santa Cruz de la Sierra, n. 1992)
- Oscar Righetti, calciatore italiano (Peschiera del Garda, n. 1948 - Padova, † 2006)
- Óscar Rodríguez López, calciatore spagnolo (Avilés, n. 1903 - † 1976)
- Oscar Rubio, calciatore spagnolo (Lleida, n. 1984)
- Oscar Ruggeri, ex calciatore e allenatore di calcio argentino (Corral de Bustos, n. 1962)

## S(6)
- Oscar Salomón, calciatore argentino (San Miguel de Tucumán, n. 1999)
- Óscar Sastre, calciatore argentino (n. 1920 - † 2012)
- Oscar Schwartau, calciatore danese (Sengeløse, n. 2006)
- Oscar Schöller, calciatore italiano (Genova, n. 1882 - Svizzera, † 1968)
- Oscar Stamet, calciatore lussemburghese (Lussemburgo, n. 1913 - Homburg, † 1981)
- Oscar Surián, ex calciatore paraguaiano (n. 1959)

## T(3)
- Oscar Tarrío, calciatore argentino (Buenos Aires, n. 1909 - Portogallo, † 1973)
- Oscar Thorstensen, calciatore norvegese (n. 1901 - † 1966)
- Víctor Trossero, calciatore argentino (Gödeken, n. 1953 - Buenos Aires, † 1983)

## U(1)
- Oscar Ureña, calciatore dominicano (Figueres, n. 2003)

## V(6)
- Oscar van Rappard, calciatore olandese (Probolinggo, n. 1896 - L'Aia, † 1962)
- Oscar Veglia, calciatore italiano (Savona, n. 1898)
- Oscar Vera, ex calciatore messicano (León, n. 1986)
- Oscar Verbeeck, calciatore belga (Saint-Josse-ten-Noode, n. 1891 - † 1971)
- Oscar Vilariño, calciatore uruguaiano
- Oscar Vilhelmsson, calciatore svedese (Åsa, n. 2003)

## W(2)
- Oscar Wendt, ex calciatore svedese (Göteborg, n. 1985)
- Oscar Højlund, calciatore danese (Copenaghen, n. 2005)

## Z(1)
- Exequiel Zeballos, calciatore argentino (Santiago del Estero, n. 2002)